# Stiftung Benedictus Gotthelf Teubner
Die Stiftung Benedictus Gotthelf Teubner Leipzig / Dresden / Berlin / Stuttgart (kurz: Teubner-Stiftung) wurde am 21. Februar 2003 im Haus des Buches in Leipzig, am Gutenbergplatz gegründet.

## Stiftungszweck
Die Teubner-Stiftung hält das Andenken an das Wirken des erfolgreichen sächsischen Firmengründers, Verlagsbuchhändlers, Buchdruckers, Typographen und Leipziger Stadtrates Benedictus Gotthelf Teubner im öffentlichen Bewusstsein wach.
Zweck der Stiftung ist die Förderung von Wissenschaft und Forschung im Sinne B. G. Teubners.

## Preise
Seit 2004 vergibt die Stiftung den Benedictus-Gotthelf-Teubner-Förderpreis. Preisträger sind bisher:
- 2004: Albrecht Beutelspacher (Mathematikum Gießen)
- 2005: Leipziger Schülergesellschaft für Mathematik (LSGM)
- 2009: Mathematische Schülergesellschaft „Leonhard Euler“ (MSG) an der Humboldt-Universität zu Berlin
- 2010: Erlebnisland Mathematik (gemeinsames Projekt der Fachrichtung Mathematik / TU Dresden und der Technischen Sammlungen Dresden)
- 2011: Adam-Ries-Bund Annaberg-Buchholz
- 2012: Mathematische Zeitschrift Die Wurzel in Jena
- 2015: Urania Berlin e. V.
- 2018: Gauss-Gesellschaft e. V. Göttingen

Zum 200. Jahrestag der Firmengründung durch B. G. Teubner in Leipzig am 21. Februar 1811 wurde während der Jahrestagung der Teubner-Stiftung am 21. Februar 2011 im Leibniz-Hörsaal des Max-Planck-Instituts für Mathematik in den Naturwissenschaften Leipzig (im früheren Reclam-Firmengebäude Inselstr. 22) der Benedictus-Gotthelf-Teubner-Wissenschaftspreis verliehen, und zwar an den Mathematiker Hans Triebel (Friedrich-Schiller-Universität Jena).
Seit 2014 vergibt die Stiftung den Wissenschaftspreis der Teubner-Stiftung zur Förderung der Mathematischen Wissenschaften. Preisträger:
- 2014: Eberhard Zeidler (Leipzig)
- 2016: Stefan Hildebrandt (1936–2015), posthum[8]
- 2018: Jürgen Jost (Leipzig)[9]
- 2020: Gerhard Huisken (Tübingen/Oberwolfach)[10]
- 2022: Michael Struwe (Zürich)[11]